# Taran (Kazajistán)

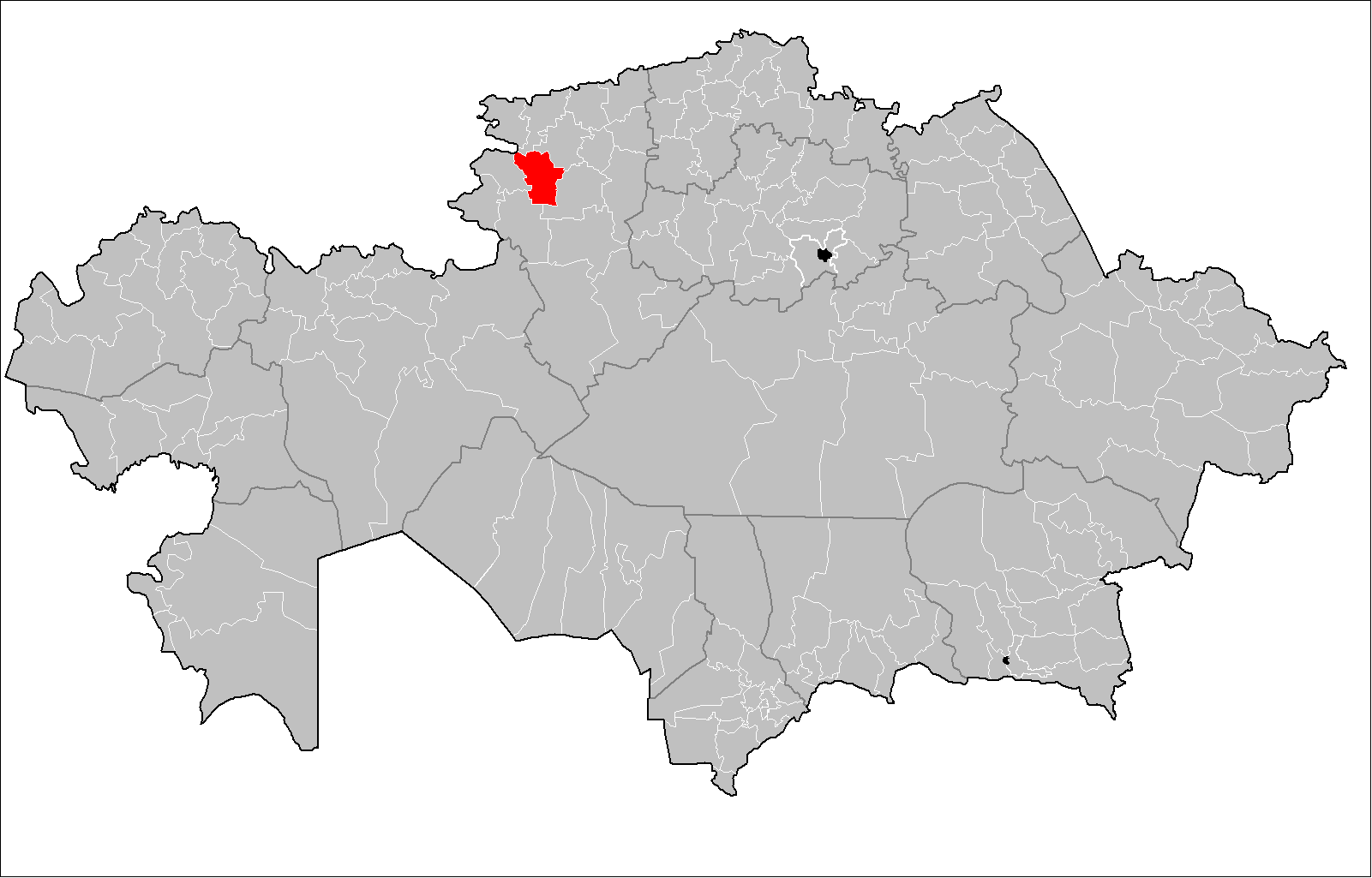
Ubicación del distrito en mapa nacional

Taran (en kazajo Таран ауданы) es uno de los 16 distritos en los que se divide la provincia de Kostanái, Kazajistán.

## Población
Según el censo de 1999, el distrito tenía 39 206 habitantes. Para el censo de 2009 se había registrado un importante descenso de la población y se contabilizaron 29 355 habitantes.